# Viby, Sollentuna
Viby är en kommundel i Sollentuna kommun och är den femte största kommundelen sett till invånarantal med 5 694 invånare sedan 2022. Viby gränsar till kommundelarna  Rotebro, Norrviken, Häggvik och Järvafältet. 
Kommundelen består av områdena Lilla Viby, Östra Viby, Viby Gård, Södra Viby samt Kista. Detta Kista var ett båtsmanstorp och bör inte att förväxlas med den halvmil söderut belägna stadsdelen Kista i Stockholms kommun till vilket den dock är namngivare. Bebyggelsen i Viby består huvudsakligen av villor och radhus. 

## Historik

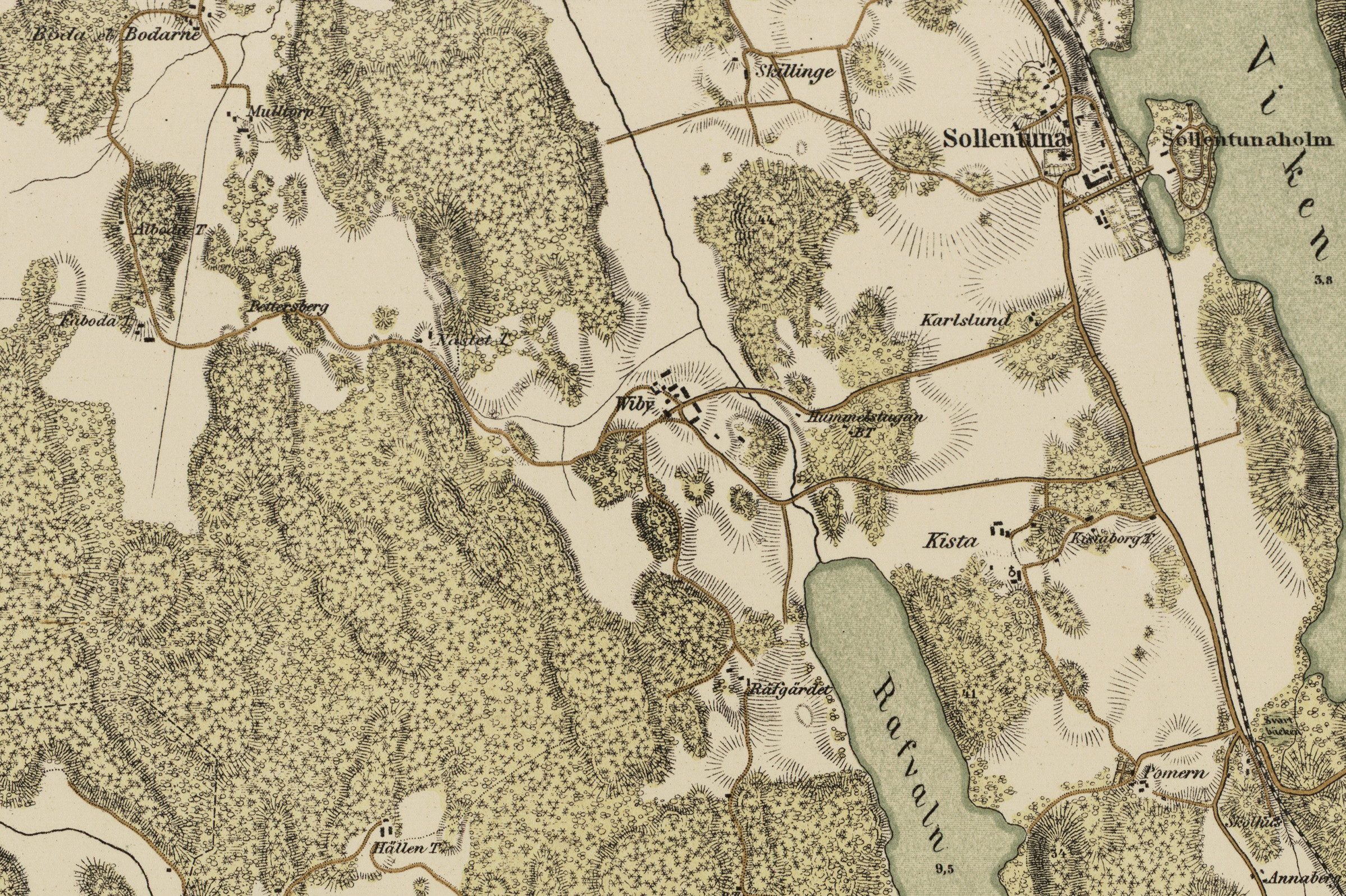
Sollentuna och Viby på 1860-talet.

I Viby finns talrika fynd från yngre järnåldern i form av gårdsgravfält och forntida boplatser. Viby gamla bytomt ligger vid Vibyvägen cirka 300 meter sydost från nuvarande herrgårdsbyggnaden. Här finns rester av minst fem husgrunder och två källare. Det äldsta arkeologiska fyndet som gått att datera var ett 1 400 år gammalt spänne. 
På mitten av 1000-talet höggs en hällristning (vid nuvarande Rävgärdsvägen) som utgör det äldsta kända skriftliga meddelande från trakten (se Upplands runinskrifter 102). Det var Kale och Ingetora som skrev: ”Kale lät hugga denna häll efter sina två söner, och han och Ingetora gjorde en bro, ett stort minnesmärke inför många människor.” Med bron avses förmodligen en bro över norra delen av sjön Ravalen där den förhistoriska landsvägen mot Uppsala gick förbi.
Kommundelen Viby har sitt namn efter Viby gård som är ett tidigare säteri. Namnet Viby (”Widhaby”) är känt i skrift sedan 1409. På en karta från 1687 framgår att Vibys ägor sträckte sig från sjön Ravalen och dagens Uppsalavägen (E4) i öster till Översjön i väster. Under Viby låg flera torp, bland dem Fäboda, Mulltorp, Hummelstugan, Boda och Nästet. 
Själva herrgården från 1820-talet finns fortfarande kvar medan samtliga ekonomibyggnaderna revs på 1960-talet, därefter bebyggdes Vibys ägor med bostäder. Viby herrgård byggdes om 1955 och var permanent bebodd fram till 1968. Herrgården ägs av Sollentuna Hembygdsförening och kan hyras för olika festarrangemang.

## Skolor
I Viby finns det tre skolor, Runbacka skolor (Runan skola samt Runbacka förskola, kommunal regi), Vibyskolan (privat) och Rälsenskolan (privat). Alla tre skolor ligger i området Viby Gård.  
- Runbackaskolan (kommunal), även kallad Runan. Runbackaskolan är för elever i förskoleklass upp till nionde klass.

- Vibyskolan (privat), är en skola för elever i förskoleklass upp till nionde klass. Vibyskolan har även ett café som kallas VCafé.

- Rälsen AB (privat). Har en skola från förskoleklass till femte klass i Viby, som ligger i en lokal på Fagottvägen[5].

## Museijärnväg
Mellan 1974 och 1996 fanns museijärnvägen Sollentuna Enskilda Järnväg i Viby som var en 600mm smalspårsbana. Loket Karolina som trafikerade banan flyttades i samband med nedläggningen 1996 till Böda Skogsjärnväg på Öland. På större delen av den före detta banan ligger det fortfarande syllar och träslipers.

## Tidigare tätort
I samband med tätortsavgränsningen 1960 definierades den då framväxande bebyggelsen som en egen tätort, som fick namnet Viby. Sedan 1970 räknades denna som sammanvuxen med Sollentuna.

### Befolkningsutveckling
| Befolkningsutvecklingen i tätorten Viby 1960–1965 | Befolkningsutvecklingen i tätorten Viby 1960–1965 | Befolkningsutvecklingen i tätorten Viby 1960–1965 | Befolkningsutvecklingen i tätorten Viby 1960–1965 | Befolkningsutvecklingen i tätorten Viby 1960–1965 |
| ------------------------------------------------- | ------------------------------------------------- | ------------------------------------------------- | ------------------------------------------------- | ------------------------------------------------- |
|                                                   |                                                   |                                                   |                                                   |                                                   |
| År                                                |                                                   |                                                   | Folkmängd                                         | Areal (ha)                                        |
| 1960                                              | 1960                                              |                                                   | 500                                               | 118                                               |
| 1965                                              | 1965                                              |                                                   | 602                                               | 129                                               |
| Anm.: Sammanvuxen med Sollentuna 1970.            |                                                   |                                                   |                                                   |                                                   |

## Bilder

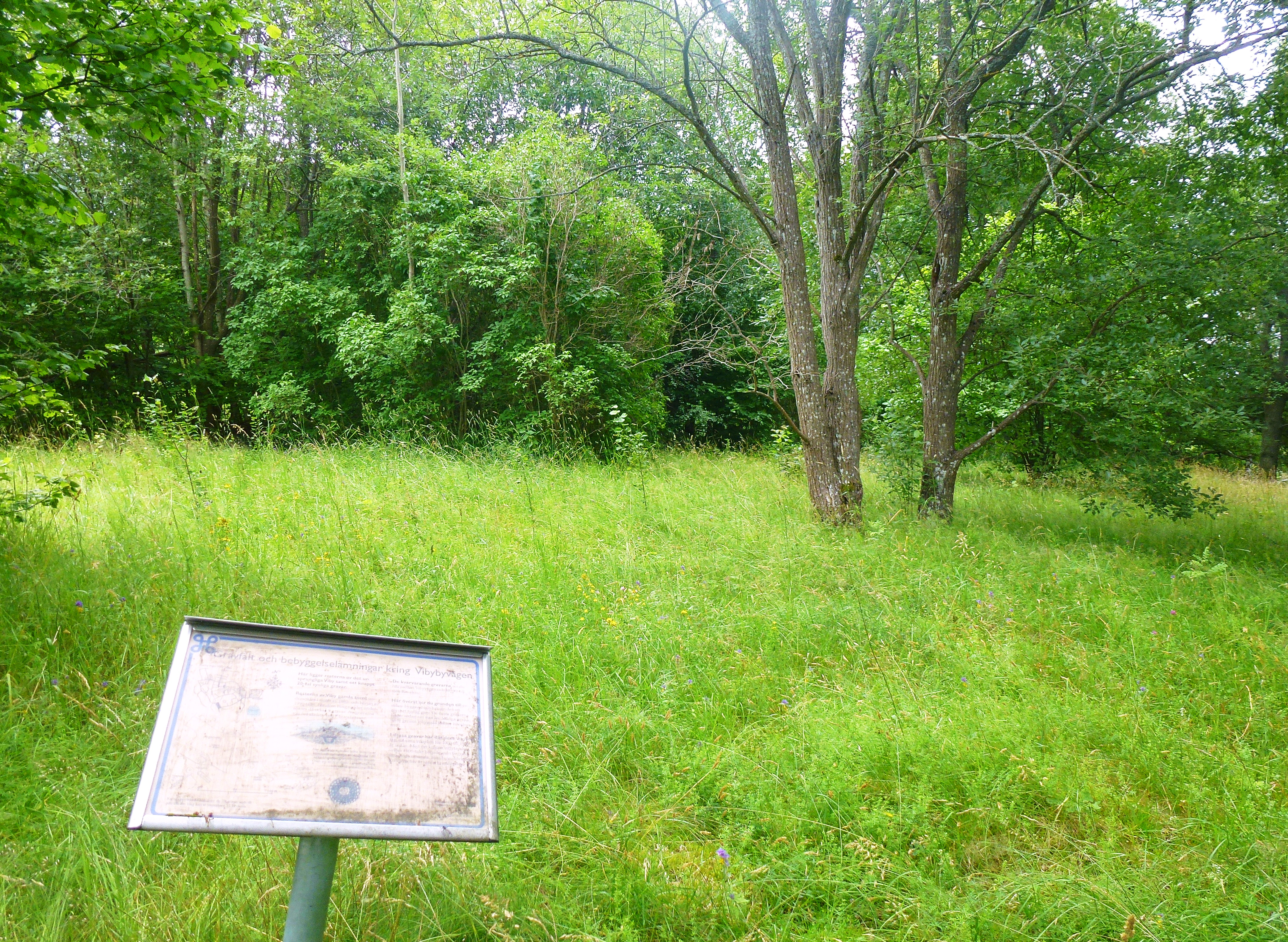
Viby gamla bytomt
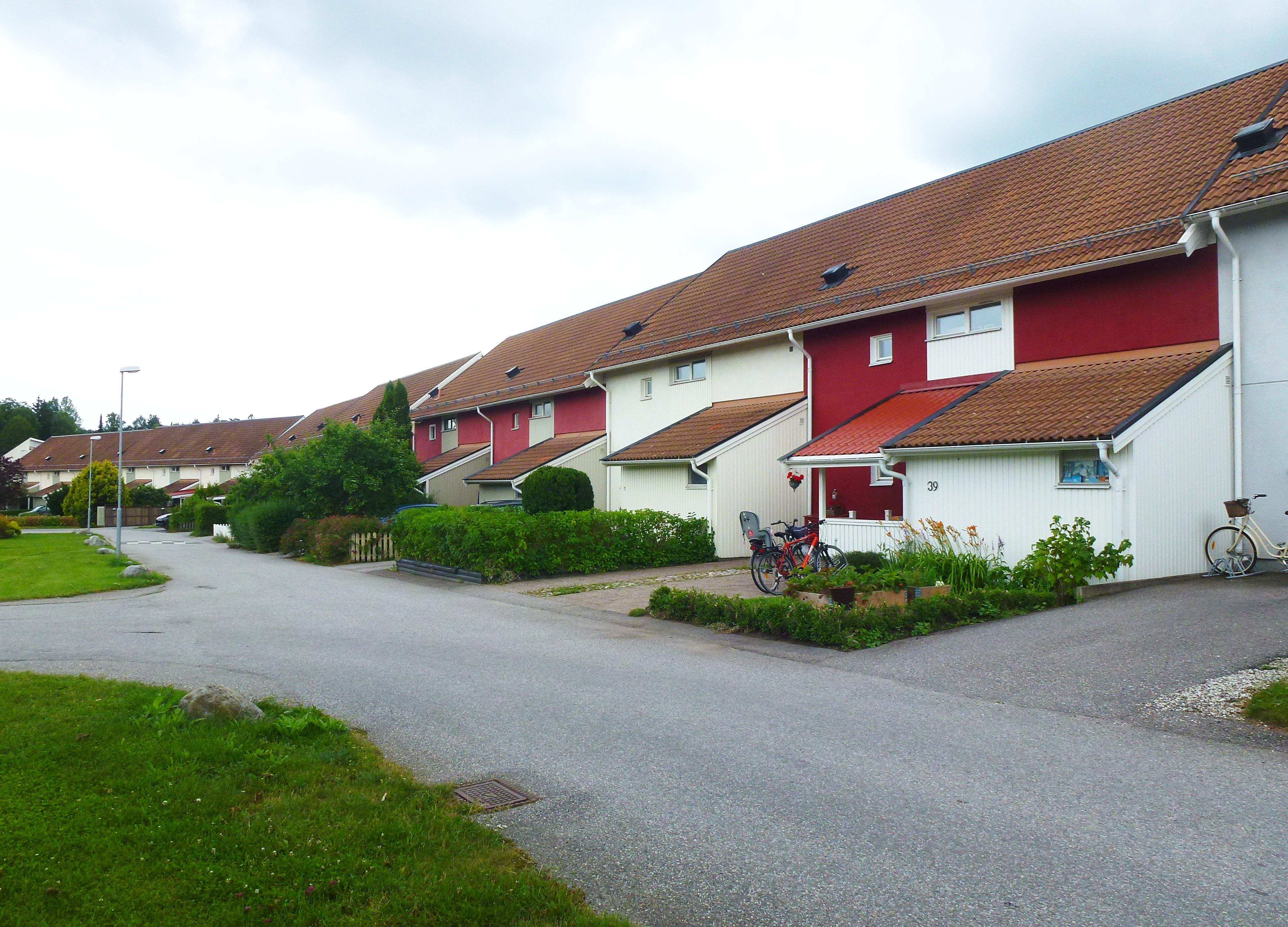
Radhus vid Vibyvägen
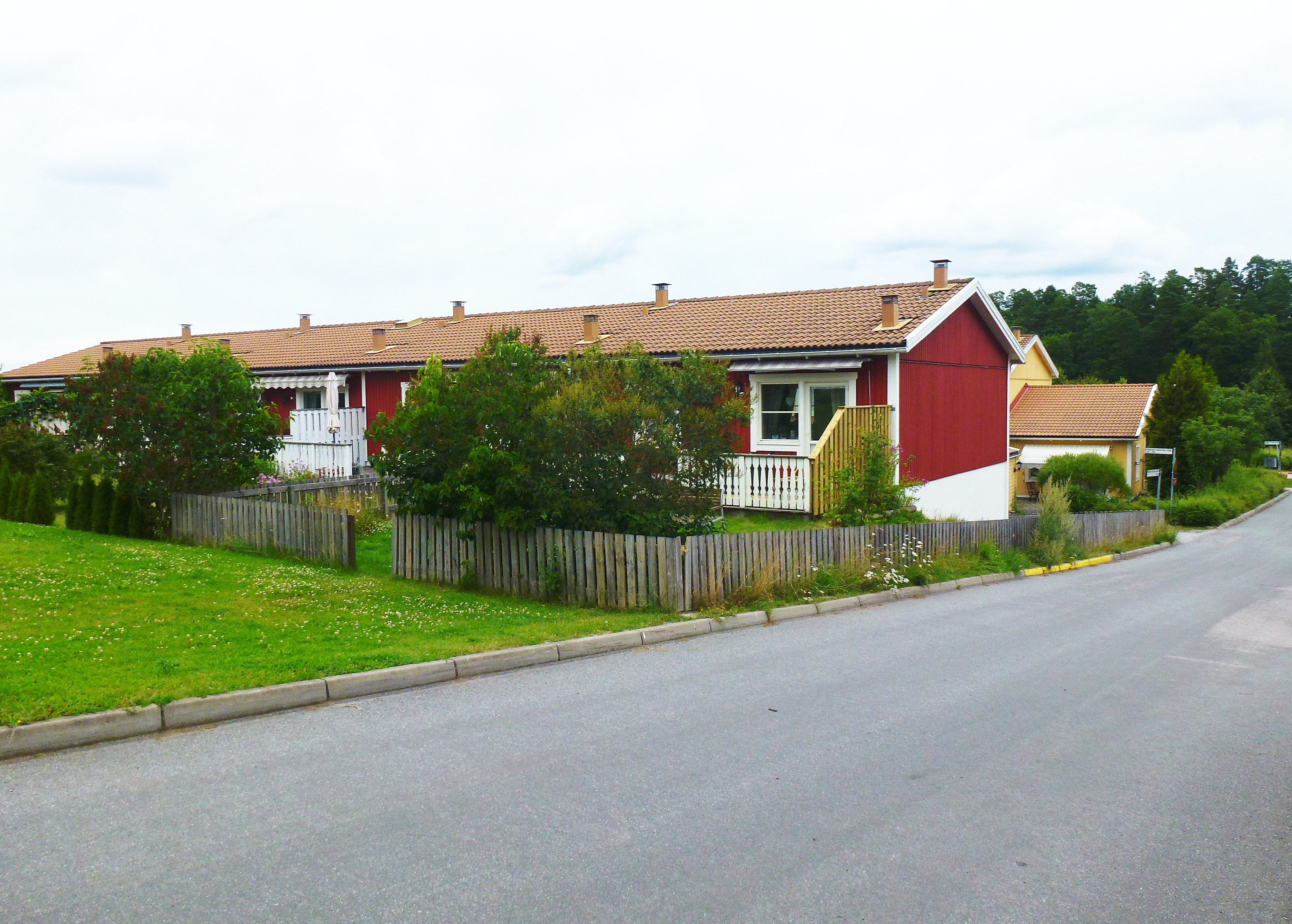
Radhus vid Mäster Henriks allé
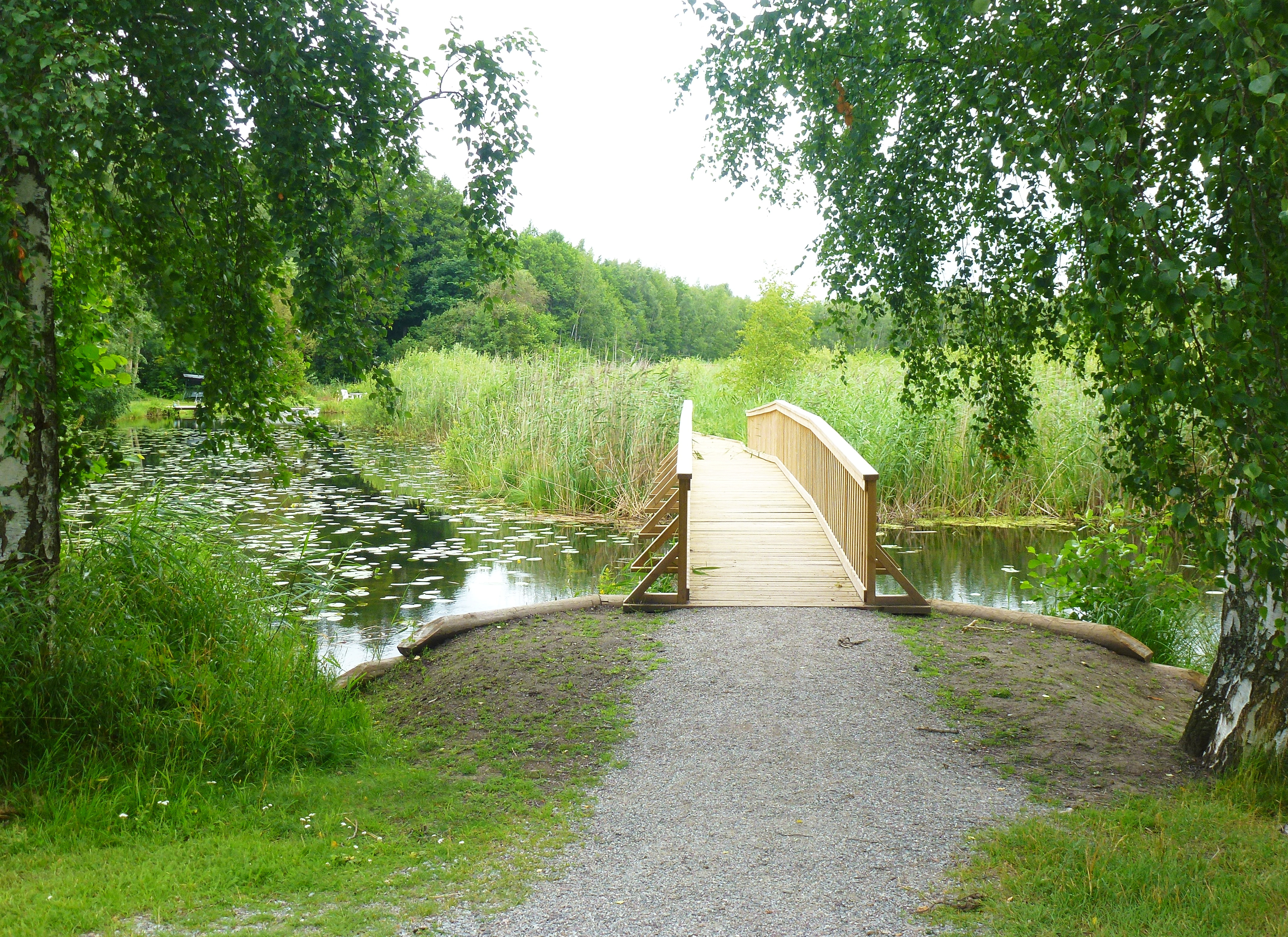
Promenadväg vid sjön Ravalen